# Mutiny!
Mutiny! es el primer álbum de estudio de la banda punk Set Your Goals. El álbum fue lanzado el 11 de julio de 2006 bajo el sello de Eulogy Records. 
Una edición de lujo de 2 CD con 5 bonus tracks y videoclips fue lanzada el 27 de mayo de 2008 en Estados Unidos. 
El álbum fue producido por Barett Jones, quien ha trabajado anteriormente con bandas tales como Nirvana, Foo Fighters, Bush, I Am The Avalanche and The Fall of Troy.

## Lista de canciones
Todas las canciones fueron escritas por Jordan Brown y las canciones fueron compuestas por Set Your Goals

Todas las canciones escritas y compuestas por Canciones. 
| N.º | Título                                     | Duración |  |
| 1.  | «Work in Progress»                         | 2:13     |  |
| 2.  | «We Do It for the Money, OBVIOUSLY!»       | 0:53     |  |
| 3.  | «Dead Men Tell No Tales»                   | 0:58     |  |
| 4.  | «Mutiny!»                                  | 4:03     |  |
| 5.  | «This Song Is Definitely NOT About a Girl» | 2:58     |  |
| 6.  | «Old Book Misread»                         | 3:53     |  |
| 7.  | «This Very Moment»                         | 2:35     |  |
| 8.  | «Flight of the Navigator»                  | 2:48     |  |
| 9.  | «To Be Continued...»                       | 3:54     |  |
| 10. | «Don't Let This Win Over You»              | 1:00     |  |
| 11. | «Echoes»                                   | 4:25     |  |

## Edición de lujo 2CD
- "We Do It for the Money, Obviously!" (Demo)
- "Last Straw Interlude" (Demo)
- "This Very Moment" (Demo)
- "Flight of the Navigator" (Demo)
- "Echoes" (Demo)
- "Mutiny!" (Videoclip)

## Edición japonesa
Esta edición fue lanzada el 5 de agosto de 2006 por el sello discográfico japonés Inya Face
- Goonies Never Say Die!
- Forgotten (Gorilla Biscuits cover)